# Teatro de seguridad
El teatro de seguridad es un concepto introducido por el autor estadounidense Bruce Schneier en su libro Beyond Fear: Thinking Sensibly About Security in an Uncertain World para describir las medidas de seguridad destinadas a dar al público una impresión de seguridad sin mejorar realmente la seguridad real. Esta reflexión surgió como debate en torno a la seguridad aeroportuaria tras los atentados de las torres gemelas del 11 de septiembre de 2001.
Tras situaciones de terrorismo se ha llegado a medir que existen daños personales derivados de situaciones pánico. El teatro de seguridad está dirigido a que las personas tengan una sensación de seguridad, se evite el pánico,.. y esto haga que aumente indirectamente la seguridad al cambiar la percepción del riesgo de las personas.